# Goetheforschung

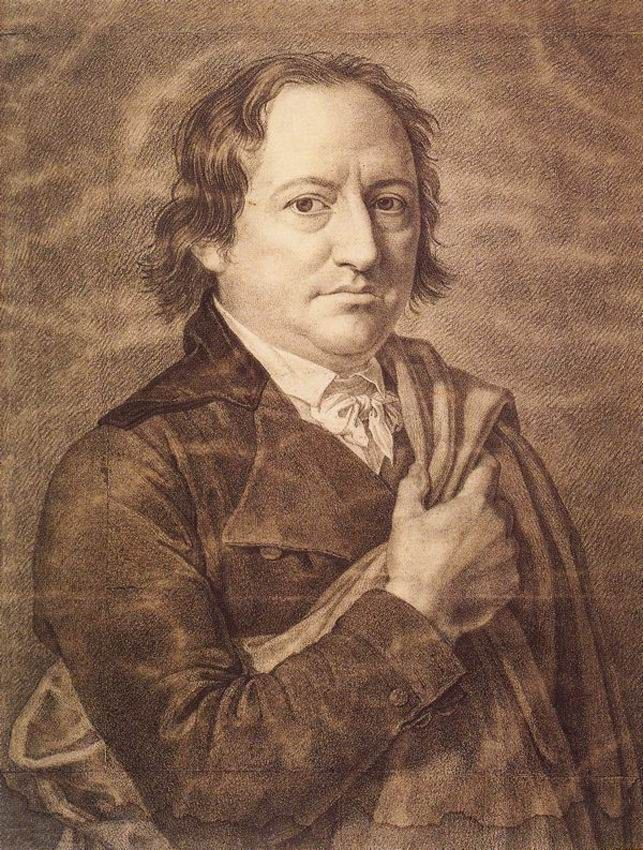
Johann Wolfgang von Goethe

Als Goetheforschung werden sowohl die laienhafte als auch wissenschaftliche Beschäftigung mit Leben und Werk Johann Wolfgang von Goethes bezeichnet. Sie wird entweder privat oder häufig auch institutionell durch Goethevereine bzw. Goetheinstitute betrieben. Diese Vereinigungen widmen sich auch dem Andenken und der Erhaltung des Bewusstseins für ihn.
Das Werk keines anderen deutschsprachigen Dichters stößt heute noch auf ähnlich große Resonanz wie das Goethes. Seine Werke werden als Repräsentanten der Weimarer Klassik und der deutschen Literatur überhaupt gesehen und weltweit bis heute gelesen. Dies erklärt auch das Vorhandensein einer regen Vereins- und Forschungstätigkeit im Sinne der Goetheforschung, wie es bei keinem anderen Schriftsteller der Fall ist. Seine naturwissenschaftlichen Schriften sind ebenfalls Gegenstand intensiven Forschens, beispielsweise im Zusammenhang mit der Kommentierung in der Leopoldina-Ausgabe.

## Bekannte Goetheforscher (Auswahl)
- Woldemar von Biedermann (1817–1903), Jurist und Literaturhistoriker
- Ludwig Geiger (1848–1919), Literatur- und Kulturhistoriker, Herausgeber des Goethe-Jahrbuches
- Ernst Hager (1847–1895), Philologe
- Rudolf Steiner (1861–1925), Philosoph und Begründer der Anthroposophie; seine Methodik nannte er Goetheanismus
- Hans Gerhard Gräf (1864–1942), Mitherausgeber der Weimarer Ausgabe
- Max Hecker (1870–1948), Philologe, Literaturhistoriker, Archivar
- Hans Pyritz (1905–1958), Germanist und Begründer der Hamburger Arbeitsstelle des Goethe-Wörterbuches
- Hans Sachse (1906–1985), Mitglied der Goethe-Gesellschaft in Weimar
- Karl Robert Mandelkow (1926–2008), Germanist und ab 1977 Leiter der Hamburger Arbeitsstelle des Goethe-Wörterbuches
- Peter Boerner (1926–2015), deutsch-amerikanischer Literaturwissenschaftler und Goetheforscher
- Naoji Kimura (* 1934), Dozent an der Sophia-Universität in Tokio
- Wilhelm Bode (Schriftsteller) (1862–1922), ab 1899 Goetheforscher in Weimar, ab 1904 Herausgeber der Vierteljahresschrift Stunden mit Goethe

## Goethe-Forschung
- Goethe-Jahrbuch 1880 bis 2005 DigiZeitschriften (Goethe Jahrbuch 1880 Digitalisat)
- Goethe. Viermonatsschrift der Goethe-Gesellschaft. Neue Folge des Jahrbuchs 1936 bis 1971 DigiZeitschriften
- Jahrbuch der Goethegesellschaft 1914 bis 1935 DigiZeitschriften
- Bernd Witte, Theo Buck, Hans-Dietrich Dahnke (Hrsg.): Goethe Handbuch. Vier Bände und Register. J. B. Metzler Verlag, Stuttgart 1998–2011, ISBN 3-4760-0923-8.
- Wilhelm Bode (ab 1904 Hrsg.): Vierteljahresschrift Stunden mit Goethe, Mittler Verlag, Berlin. DNB 012704792 beeinflusste die Goethe-Forschung; ab 1920: mehrbändiges Werk Goethes Leben. DNB 560370725 (1–6; 7–8 fortgeführt v. Valerian Tornius), Mittler Verlag, Berlin, durch Wilhelm Bodes Tod unvollständig.